# Giovanni Battista Belzoni
Giovanni Battista Belzoni (n. 5 noiembrie 1778, la Padova — d. 3 decembrie 1824), cunoscut uneori sub denumirea de Marele Belzoni, a fost un prolific explorator venețian de antichități egiptene. A început ca om de forță la circ, însă în final a ajuns în Egipt, făcând descoperiri semnificative: Templul de la Abu Simbel, intrarea în Piramida lui Kefren, mormântul lui Seti, mormântul lui Ay etc.
Belzoni era un baiat sarac a carui adolescenta fusese influentata de miscarile revolutionare si incertitudinea adusa de razboaiele napoleoniene. Atat Champollion cât si Benzoni erau fii de mici negustori -Champollion anticar, Belzoni bărbier. Amândoi erau indivizi extrem de hotărâți și energici, cu o suprema nepasare pentru propria stare de bine, dar si a celor dragi. Ambii fusesera binecuvantati cu frati de nadejde, care le veneau in ajutor, si cu sotii intelegatoare. Destul de ciudat, nici unul dintre ei nu cunostea prea bine ortografia limbii sale materne. Dar aici se sfarsesc similitudinile dintre Champollion si Belzoni. Belzoni s-a apropiat de egiptologie tarziu si din intamplare. Adoptat de clasa superioara, în pas cu moda, a devenit o legenda inca din timpul vietii; o legenda amuzanta, spectaculoasa, cu mult mai admirata pentru trasaturile sale frumoase si fizicul impresionant, decat pentru pregatirea academica.
Primul lucru care il izbea pe oricine il vedea pe Belzoni era statura sa; potrivit uimitilor sai contemporani, avea peste 2,10 metri inaltime, desi este probabil ca acestia, trebuind sa-si lungeasca gaturile pentru a-l privi sa fi exagerat. Cu certitudine insa, era mult mai inalt decat fratele sau Francesco, acesta avand doare 1,85 metri. Georges Depping, care il cunoscuse bine pe Belzoni, spunea despre el ca "avea o statura colosala si era alcatuit ca un Hercule. Avea umeri largi, capul era acoperit de un par lung, iar trasaturile ii erau blande"
"Localitatea mea natala este Padova: provin dintr-o familie romana, care a trait acolo multi ani. Situatia Italiei si problemele cu care s-a confruntat aceasta in anul 1800, prea bine cunoscute ca sa le mai comentez eu, m-au obligat sa parasesc Roma si, de atunci, am vizitat multe parti ale Europei si am suferit multe vicisitudini..."